# Sóc bay lông len
Sóc bay lông len, tên khoa học Eupetaurus cinereus, là một loài động vật có vú trong họ Sóc, bộ Gặm nhấm. Loài này được Thomas mô tả năm 1888.